# RUSHMORE
RUSHMORE（ラッシュモア）は日本の音楽バンド。2005年結成。
レコード会社はエイベックス、事務所はエイベックス・マネジメント所属。

## メンバー
- 五十嵐充（いがらし みつる、1969年5月17日 - ）
キーボード、作詞、作曲を担当。
神奈川県横浜市出身。血液型A型。身長172cm。
元Every Little Thingのリーダー兼プロデューサー。
Every Little Thing脱退後はday after tomorrowのサウンドプロデューサーを務めた。

- 西村生津琉（にしむら みつる、1982年9月3日 - ）
ボーカルを担当。
神奈川県小田原市出身。血液型A型。身長180cm。

- 若井望（わかい のぞむ、6月12日 - ）
ギターを担当。
北海道札幌市出身。血液型A型。身長176cm。
元THE POWERNUDEのギタリスト。

- 坂本光久（さかもと みつひさ、1月7日 - ）
ギター、作詞、作曲を担当。
東京都出身。血液型O型。身長169cm。
AAAのシングル『Hide-away』収録の「Find you」にギターで参加した。

## 音楽性
五十嵐が作り上げる上質なメロディーに、ツインロックギターサウンド、そこにプログレッシブのエッセンスを振りかけた、どこか懐かしくも今だからこそ斬新に感じるアメリカンロックサウンドが特徴。 メロディが一番美しかった時代、ギターが言葉よりも何かを訴えかけてた時代、シンセサイザーの音色に名前があった時代を現代に蘇らせる、というコンセプトである。
五十嵐本人はバンドのジャンルについて「僕らがやりたいのは、あくまでPOPSです。POPでROCK。」と自身のブログで発言している。

## 来歴
2005年、五十嵐は伝え切れなかったことを伝えるべくバンドを結成。結成に至り、まずボーカルを探し始める。人伝えにより西村と出逢い、次にギターの若井が合流。最後に加入したのが、同じくギターの坂本で、制作ディレクターがネットで発掘した(実際にはRUSHMORE加入前よりセッションギタリストとして活動していた)。 バンド名は、五十嵐が4つのものをネットで探しているうちに、「RUSHMORE」というキーワードを見つけて決めたという。
2008年4月9日、『恋情（おもい）』の先行プレ配信開始。
2009年9月2日、デジタルシングルとして『ever yours』の配信開始。
2009年10月21日、デジタルシングル第2弾『特別なんていらない』の配信開始。
2009年11月18日にデジタルシングル第3弾『KAMITSU』の配信開始。
2009年12月9日には第4弾『Christmas Tears』の配信開始。12月23日には1stアルバム『REASON OF FOUR SEASONS』を発売。
2010年以降は目立った活動はない。公式ホームページはその後も残されていたが、2014年8月時点で完全に削除されている。

## ディスコグラフィ

### シングル
- 恋情（おもい）（2008年4月9日配信）
作詞・作曲：五十嵐充
五十嵐によると、日々忘れてしまっている女性への感謝の気持ちをストレートに言葉にしてみたという[4]。

- ever yours（2009年9月2日配信）
五十嵐曰く「一番RUSHMOREらしい楽曲」[1]。

- 特別なんていらない（2009年10月21日配信）
作詞・作曲：五十嵐充、編曲：RUSHMORE
PV出演には、物真似系のお笑いタレントのマイコーりょうを起用。80年代音楽に強く影響を受けているRUSHMOREが、80年代を代表するミュージッククリップといえば"King of Pop"と称されたマイケル・ジャクソン、ということでマイコーに出演依頼をした[5]。PVはYouTubeとニコニコ動画で、無料配信されている。
レコチョクでのみ、10月21日から同年11月3日午前5時までに着うたフルをダウンロードすると、購入特典としてマイコーりょうの「一発ネタスペシャルムービー」が無料ダウンロードできた。ムービー再生可能回数は3回まで。

- KAMITSU（2009年11月18日配信）
作詞・作曲：五十嵐充、編曲：RUSHMORE
PV出演には、AV女優の吉沢明歩が出演してるというもの。吉沢はミュージックビデオではギリギリの露出を披露している。
レコチョクでのみ、11月18日から同年12月2日午前5時までに着うたフルをダウンロードすると、購入特典として吉沢明歩のスペシャルムービーが無料ダウンロードできる。ムービー再生可能回数は6回まで。

- Christmas Tears（2009年12月9日配信）

### アルバム
- REASON OF FOUR SEASONS（2009年12月23日発売）
CDのみと『特別なんていらない』・『KAMITSU』のPVを収録したDVD付属の2形態で発売。

1. WINS OF THE FOURTH
2. KAMITSU
3. 風の詩
4. Over
5. 恋情
6. ever yours
7. 特別なんていらない
8. Black Dahlia
9. More than ever
10. Just beside you
11. CALL
12. Christmas Tears
13. FLY INTO THE NIGHT / FLY INTO THE LIGHT AGAIN